# Mejicanotrichia blantoni
Mejicanotrichia blantoni är en nattsländeart som först beskrevs av Oliver S. Flint Jr. 1970.  Mejicanotrichia blantoni ingår i släktet Mejicanotrichia och familjen smånattsländor. Inga underarter finns listade i Catalogue of Life.